# Forgiven, Not Forgotten (canção)
"Forgiven, Not Forgotten" é o segundo compacto do álbum de  mesmo nome Forgiven, Not Forgotten, da banda irlandesa The Corrs.

## Desempenho nas paradas musicais
| Parada              | Melhor posição |
| ------------------- | -------------- |
| Irish Singles Chart | 1              |
| UK Singles Chart    | 155            |
| ARIA Charts         | 15             |